# Tupinambis zuliensis
Espèce
Tupinambis zuliensis est une espèce de sauriens de la famille des Teiidae.

## Description
Cette espèce est ovipare.

## Répartition
Cette espèce est endémique de l'État de Zulia au Venezuela.

## Étymologie
L'épithète spécifique, zuliensis, signifie littéralement « de Zulia », en référence à la répartition géographique de cette espèce.

## Publication originale
- J.C. Murphy, M.J. Jowers, R.M. Lehtinen, S.P. Charles, G.R. Colli, A.K. Peres Jr, C.R. Hendry, R.A. Pyron, 2016 : Cryptic, Sympatric Diversity in Tegu Lizards of the Tupinambis teguixin Group (Squamata, Sauria, Teiidae) and the Description of Three New Species. PLoS ONE vol. 11, no 8. DOI e0158542.doi:10.1371/journal.pone.0158542 lire en ligne (en)